# ネシ湖

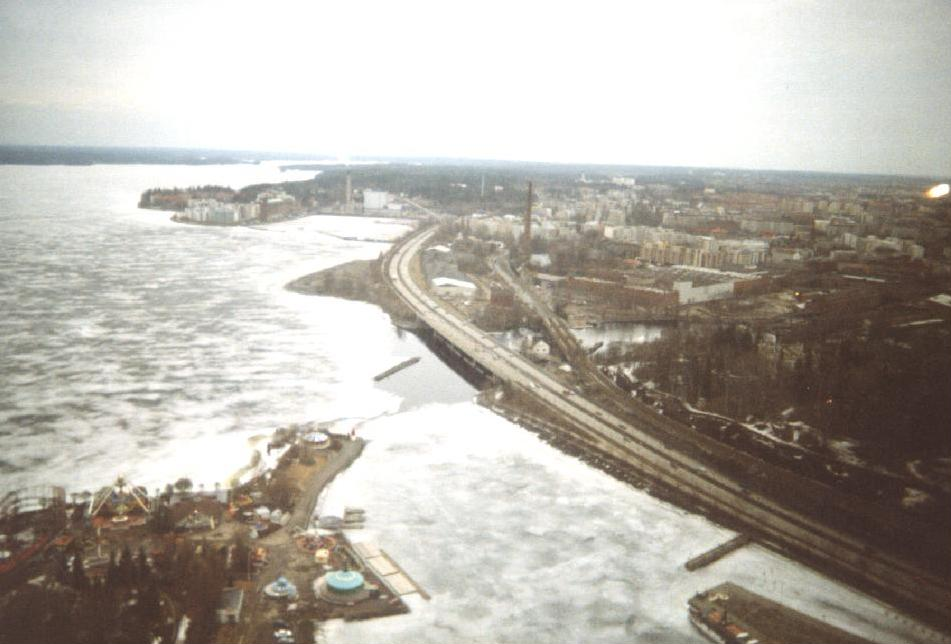
凍結したネシ湖とタンペレの町

ネシ湖（ナシ湖とも、フィンランド語: Näsijärvi）は、フィンランド南部、ピルカンマー県にある湖。湖面標高は95m。タンペレ地域における最大の湖であり、面積は256.12平方キロメートル。南北に細長い湖であり、南岸にはタンペレの町がある。南部からタンメルコスキ川が流出しており、タンペレの町はこの川に沿って建設されている。タンメルコスキ川はタンペレの町を挟んで南側にあるピュハ湖に注いでいる。この川の水力を利用して、タンペレには工業が発達した。湖の水質は、林業から排出される汚水の量が削減されたことから、改善されている。
ネシ湖では、クルージングが盛んにおこなわれている。1929年には、湖でクルージングを行っていた蒸気船クルが強風により沈没し、138名が犠牲になる事故がおきている。
冬季、通常は2月から3月の間、ネシ湖は湖面凍結する。ネシ湖は、ノルディックウォーキングやクロスカントリースキー、プレジャーウォーキングに利用されている。湖中には島が点在しているが、タンペレの町の北に灯台が設置されている小さな島、シーリンカリ島がある。この島は、ウォーキングの目的地としてよく使われている。
ネシ湖の北側に流域があり、この地域には、ルオヴェシ湖（フィンランド語: Ruovesi）、クオレヴェシ湖（フィンランド語: Kuorevesi）、ケウルッセルカ湖（フィンランド語: Keurusselkä）、タルヤンネ湖（フィンランド語: Tarjanne）、ピヒラヤヴェシ湖（フィンランド語: Pihlajavesi）、トイスヴェシ湖（フィンランド語: Toisvesi）、アハタリ湖（フィンランド語: Ähtärinjärvi）が存在する。
なお、小惑星(1534)のネシ (小惑星)は、ネシ湖に因んで命名された。